# PSV Zwemmen en waterpolo

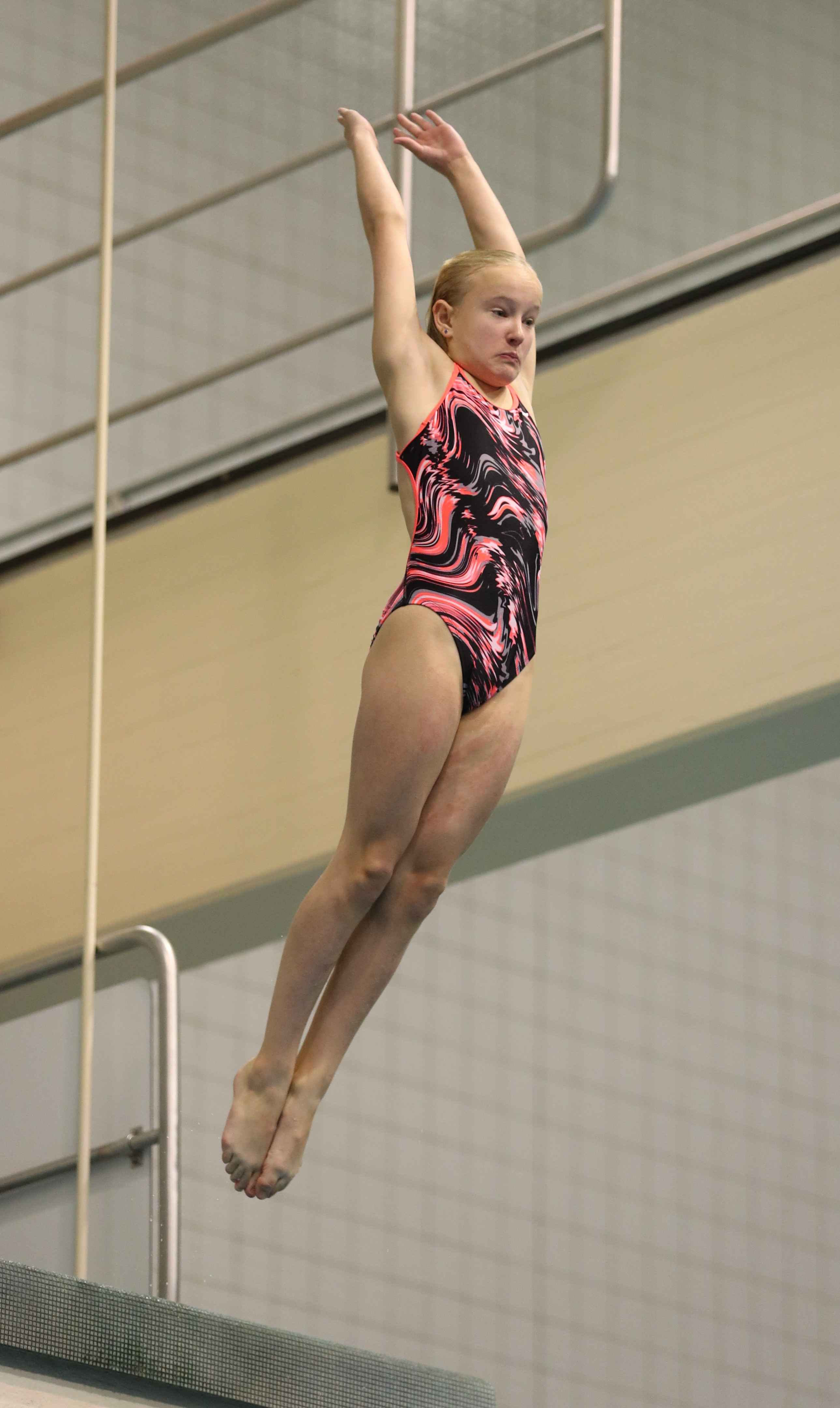
PSV waterduiker

PSV Zwemmen en waterpolo is een professionele zwem- en waterpolovereniging uit Eindhoven. De vereniging was lid van de Federatie van Philips Sport Verenigingen, waar ook de voetbalvereniging PSV Eindhoven deel van uitmaakt. Trainer-coach sinds 1993 is Jacco Verhaeren. In het najaar van 2004 ging de topsportafdeling zwemmen verder onder de naam Nationaal Zweminstituut Eindhoven.
Bekende (ex-)zwemmers van PSV zijn:
- Pieter van den Hoogenband
- Mitja Zastrow
- Joris Keizer
- Mark Veens
- Klaas-Erik Zwering
- Marcel Wouda
- Inge de Bruijn
- Kirsten Vlieghuis
- Bram van Haandel
- Ton Brouwer
- Marleen Veldhuis
- Inge Dekker
- Hinkelien Schreuder
- Ranomi Kromowidjojo
- Chantal Groot
- Linsy Heister
- Maarten van der Weijden
- Sharon van Rouwendaal

Zij maken gebruik van het Pieter van den Hoogenband Zwemstadion.